# Mursan
Mursan là một thị xã và là một nagar panchayat của quận Hathras thuộc bang Uttar Pradesh, Ấn Độ.

## Địa lý
Mursan có vị trí 27°35′B 77°56′Đ / 27,58°B 77,93°Đ Nó có độ cao trung bình là 176 mét (577 feet).

## Nhân khẩu
Theo điều tra dân số năm 2001 của Ấn Độ, Mursan có dân số 11.550 người. Phái nam chiếm 54% tổng số dân và phái nữ chiếm 46%. Mursan có tỷ lệ 57% biết đọc biết viết, thấp hơn tỷ lệ trung bình toàn quốc là 59,5%: tỷ lệ cho phái nam là 66%, và tỷ lệ cho phái nữ là 46%. Tại Mursan, 17% dân số nhỏ hơn 6 tuổi.